# メノ・オースティング
メノ・オースティング（Menno Oosting, 1964年5月17日 - 1999年2月22日）は、オランダ・北ブラバント州ソーネンブレウヘル出身の男子プロテニス選手。1994年の全仏オープン混合ダブルス部門で、同じオランダのクリスティ・ボーグルトとペアを組んで優勝した選手である。キャリアを通じてダブルスを活動の重点に置いたが、1999年2月22日に自動車事故で死去した。自己最高ランキングはシングルス72位、ダブルス20位。ATPツアーでシングルスの優勝はなかったが、ダブルスで7勝を挙げた。
オースティングは7歳から家族とともにテニスを始め、16歳まではサッカーとフィールドホッケーもプレーした。1983年にプロ入り。1985年に男子テニス国別対抗戦・デビスカップのオランダ代表選手に初選出され、同年の全豪オープンで4大大会に初出場する。1988年が彼のテニス経歴を通じて、シングルス成績が最も好調だった年であり、全豪オープン4回戦・ウィンブルドン3回戦進出などを記録した。全豪オープン4回戦で、オースティングはトッド・ウィッツケン（アメリカ）に 1-6, 2-6, 2-6 で敗れ、ウィンブルドン3回戦では第2シードのマッツ・ビランデルに 1-6, 4-6, 4-6 で敗れた。彼は1989年全豪オープンの1回戦敗退を最後に、4大大会の男子シングルスから遠ざかり、1991年夏以後はシングルスを断念して、ダブルスに専念するようになった。
オースティングは1991年の全豪オープン男子ダブルスでベスト8に入り、同年9月のギリシャ・アテネ大会で初めてのツアー決勝進出を決めた。1992年4月の「シチズンカップ」（ドイツ・ミュンヘン開催）男子ダブルスで、デビッド・アダムズ（南アフリカ）と組んでツアー初優勝を果たす。1994年、メノ・オースティングは全仏オープン混合ダブルスで同じオランダのクリスティ・ボーグルトとペアを組み、決勝でアンドレイ・オルホフスキー（ロシア）＆ラリサ・ネーランド（ラトビア）組を 7-5, 3-6, 7-5 で破って優勝した。この年は男子ツアーのダブルスでも3勝を挙げ、パートナーはそれぞれ違う選手と組んだ。
その後、オースティングは1996年に男子ツアーで7大会のダブルス決勝戦に進んだが、優勝1度・準優勝6度の結果に終わった。1998年3月のデンマーク・コペンハーゲン大会が、彼の最後の優勝になった（通算7勝）。
1999年2月8日-14日にかけて行われたロシア・サンクトペテルブルク大会のダブルスで、オースティングはアンドレイ・パベル（ルーマニア）とペアを組み、決勝でジェフ・タランゴ（アメリカ）＆ダニエル・バチェク（チェコ）組に 6-3, 3-6, 5-7 で敗れた。同年2月22日、彼はフランス・シェルブールで開催された下部大会「シェルブール・チャレンジャー」に出場した。ダブルスの第1シードだったオースティングとサンダー・グローン（ドイツ）の組は、1回戦で地元フランスのアルノー・クレマン＆オリビエ・ムティス組に 4-6, 4-6 で敗退した。この試合に敗れた後、オースティングはシェルブールから自動車で帰途についた。1人で車を運転していた彼は、故郷のソーネンブレウヘルまで30分ほどの位置にあるベルギー・トゥルンハウトで、悪天候のため車を操縦できなくなり、柱に激突して39歳で死去した。